# Gynoplistia inflata
Gynoplistia inflata är en tvåvingeart som beskrevs av Alexander 1926. Gynoplistia inflata ingår i släktet Gynoplistia och familjen småharkrankar. Inga underarter finns listade i Catalogue of Life.